# Broughton (Lincolnshire)
Broughton – miasto w Anglii, w hrabstwie ceremonialnym Lincolnshire, w dystrykcie (unitary authority) North Lincolnshire. Leży 37 km na północ od Lincoln i 230 km na północ od Londynu. W 2001 miasto liczyło 5296 mieszkańców.